# Orthosia sinelinea
Orthosia sinelinea là một loài bướm đêm trong họ Noctuidae.